# Cyathea holdrigeana
Cyathea holdrigeana är en ormbunkeart som beskrevs av Nisman, L. Gómez. Cyathea holdrigeana ingår i släktet Cyathea och familjen Cyatheaceae. Inga underarter finns listade.